# 우치 다쓰야
우치 다쓰야(일본어: 内竜也, 1985년 7월 13일 ~ )는 일본의 야구 선수이자, 현 퍼시픽 리그 지바 롯데 마린스의 소속 선수(투수)이다.